# Иманбаев, Мукаш
Мукаш Иманбаев (1908, Чолпон-Ата, Семиреченская область — 5 ноября 1938, Чон-Таш, Ворошиловский район) — советский партийный деятель; член ЦК Компартии Киргизии (1937), депутат Верховного Совета СССР 1-го созыва (1937—1938).

## Биография
Мукаш Иманбаев родился в 1908 году в селе Чолпон-Ата в киргизской крестьянской семье.
В 1916 году, спасаясь от насилия в восстании, семья выехала в Кульджу (Китай), где Мукаш начал работать (пас овец). Возвращение в Каракол, а затем в деревню Жолголот, произошло в 1924 году. Окончил три класса школы им. Ленина в Караколе. В 1927—1928 годы — секретарь Тургенского и Барскоонского волостных комитетов комсомола (Каракольский кантон), в 1928—1929 — секретарь Калининского райкома комсомола. В 1928 году в Кереге-Таше принят кандидатом в члены ВКП(б); в октябре 1929 года партячейкой НКВД во Фрунзе принят в члены ВКП(б).
В 1929 году заведовал отделом в обкоме комсомола. В 1930 году — ответственный секретарь Ошского окружкома ВЛКСМ, с июля 1930 по 1931 год — ответственный секретарь Алай-Гульчинского райкома ВКП(б).
С 1931 года учился на двухгодичных курсах национальных партработников при ЦК ВКП(б) в Москве; одновременно был секретарём парткома курсов.
С 1932 года работал инструктором в организационном отделе Киргизского обкома ВКП(б) во Фрунзе. С 1933 года — секретарь Таласского райкома ВКП(б), в 1933—1935 — парторг Кызыл-Кийской шахты № 1-1бис и одновременно заместитель секретаря Кызыл-Кийского горкома ВКП(б).
С 1935 года — секретарь парткома Таш-Кумырского рудника, с 1936 — первый секретарь Таш-Кумырского райкома ВКП(б) (переизбран 14 мая 1937). С июня 1937 года — член ЦК Компартии Киргизии.
С 27 июля 1937 года заведовал промышленно-транспортным отделом ЦК КП Киргизии; с 4 октября 1937 — постоянный представитель Киргизии в Москве.
В декабре 1937 года был избран депутатом (от Киргизской ССР) Совета Национальностей Верховного Совета СССР 1-го созыва.
Был арестован 13 мая 1938 года. В соответствии со «списком лиц, подлежащих суду Военной коллегии Верховного суда СССР по Киргизской ССР» по 1-й категории, утверждённым 12 сентября 1938 года, расстрелян в ноябре 1938 года в Чон-Таше в 30 км от города Бишкек. Останки 137 кыргызстанцев 19 национальностей, расстрелянных в Чон-Таше в ноябре 1938, были выявлены в 1991 году и 30 августа 1991 года перезахоронены с государственными почестями в Мемориальном комплексе жертвам репрессий «Ата-Бейит» («Кладбище отцов») в селе Чон-Таш, в 100 м от раскопок.

### Семья
Отец — Иманбай Джалбыев, бедняк; работал в колхозе «Бирлик».
Жена — Батима Уркумбаева, крестьянка;
- дочь[2][3].

## Память
Именем М. Иманбаева названа улица в Чолпон-Ате.